# Villammare
Villammare è l'unica frazione di Vibonati in provincia di Salerno.

## Geografia fisica
Villammare si trova sulla costa tirrenica al centro del golfo di Policastro, lungo la SS 18. Dista circa 3 km da Sapri, 8 da Policastro, 15 da Scario e 3 da Vibonati. Vicina a Villammare si trova un'altra località balneare, Capitello, frazione di Ispani.
La spiaggia è frequentata durante tutto il periodo estivo da numerosi villeggianti. In questo litorale vegeta una numerosa rappresentanza della duna mediterranea e soprattutto sul litorale Oliveto vegeta il Pancratium maritimum detto giglio di mare. Le piante presenti nel litorale di Villammare presentano peculiarità legate al clima di tipo temperato, caratterizzato da estati calde, secche e lunghe ed inverni miti e piovosi. Tali condizioni climatiche favoriscono la vita di specie arbustive ed arboree sempre verdi.
Proprio per queste qualità e per il mare pulito è da diversi anni stata assegnata a Villammare la Bandiera Blu. Tutta la duna costiera del golfo di Policastro ed in particolare di Villammare svolge un ruolo importante per l'ecosistema che la comprende.
Essa costituisce una riserva naturale di sedimento per la spiaggia e ne rallenta l'erosione, garantendo la vegetazione spontanea che la popola.

## Economia

### Turismo
Villammare è una località turistica balneare, a ridosso delle colline del basso Cilento e non lontana dal parco del Cilento considerato dall'UNESCO patrimonio dell'umanità. L'economia locale è basata, principalmente, sulle attività turistiche con numerosi alberghi e campeggi e sulle iniziative legate al terziario.
Il borgo di Villammare è anche ricco di tradizioni e strutture secolari, come l'antica torre di avvistamento costruita per difendere la località dalle incursioni dal mare di vari popoli predatori.

## Cultura

### Parco Marinella
Sul promontorio adiacente alla strada statale 18, al lato di una galleria, sorge il Parco Marinella. È un laboratorio didattico convenzionato per attività di tirocinio e di orientamento con l'università Federico II di Napoli per lo studio della macchia mediterranea, ove alcune scuole agrarie svolgono attività di ricerca e conoscenza sulla biodiversità.

### Villammare Film Festival
Dal 2002, nel paese, si svolge un festival di cortometraggi per giovani registi, chiamato "Villammare Film Festival" o "Mediterraneoincorto" nella prima settimana di settembre nella piazza Maria Santissima di Portosalvo. Ogni anno partecipano alla manifestazione attori di fama internazionale.

### La festa di Maria Santissima di Portosalvo
Il piccolo borgo è molto fedele alla sua Madonna patronale (Maria Santissima di Portosalvo).
Ogni anno, durante la prima domenica di giugno e la seconda domenica di agosto, il paese festeggia la suddetta Madonna denominata protettrice dei pescatori, dunque in tale ricorrenza tutti i pescatori, di mattina, con un insieme di barche, seguono la processione per mare (solo in agosto) mentre di sera la processione secolare viene fatta per le vie del paese, trasportata a turno dai pescatori per motivi di devozione.
Il programma consiste anche in due messe, una di mattina (prima della processione che viene celebrata dal vescovo) e una di sera (dopo della processione per le vie del paese).

## Infrastrutture e trasporti
Sulla linea ferroviaria Napoli-Reggio Calabria, Villammare conta una stazione, chiusa pochi anni or sono. La stazione funzionante più vicina si trova invece a Sapri.
Sulla SS 18 (ove sorge il paese), si è recentemente completato (2006) il tratto di variante a scorrimento veloce (dalla vicina Policastro); ciò ha reso più rapido il collegamento con Vallo della Lucania, Agropoli, Battipaglia e Salerno.
Villammare dista 32 km circa dallo svincolo dell'Autostrada A3 di Lagonegro Nord e 40 km circa dallo svincolo di Padula - Buonabitacolo sempre dell'Autostrada A3